# Leonardo Chacón
Leonardo Chacón Corrales (Liberia, 29 de junio de 1984) es un deportista costarricense que compitió en triatlón. Ganó una medalla de plata en el Campeonato Panamericano de Triatlón de 2010.

## Palmarés internacional
| Campeonato Panamericano | Campeonato Panamericano  | Campeonato Panamericano | Campeonato Panamericano |
| Año                     | Lugar                    | Medalla                 | Prueba                  |
| ----------------------- | ------------------------ | ----------------------- | ----------------------- |
| 2010                    | Puerto Vallarta (México) | Medalla de plata        | Individual              |